# Rájpur
Rájpur  (hindi:  रायपुर, angol: Raipur) város Indiában, a Dekkán-fennsík ÉK-i részén. Cshattíszgarh állam fővárosa. Lakossága 1 millió fő volt 2011-ben.
Gazdasági életében vezető ágazatok az építőipar-, acél-, fa- és az élelmiszeripar.

## Fordítás
- Ez a szócikk részben vagy egészben  a   Raipur című angol Wikipédia-szócikk fordításán alapul.  Az eredeti cikk szerkesztőit annak laptörténete sorolja fel. Ez a jelzés csupán a megfogalmazás eredetét és a szerzői jogokat jelzi, nem szolgál a cikkben szereplő információk forrásmegjelöléseként.